# Дракон (рід)
Дракон (Draco) — рід ящірок з родини Агамових. Містить 31 вид.

## Опис

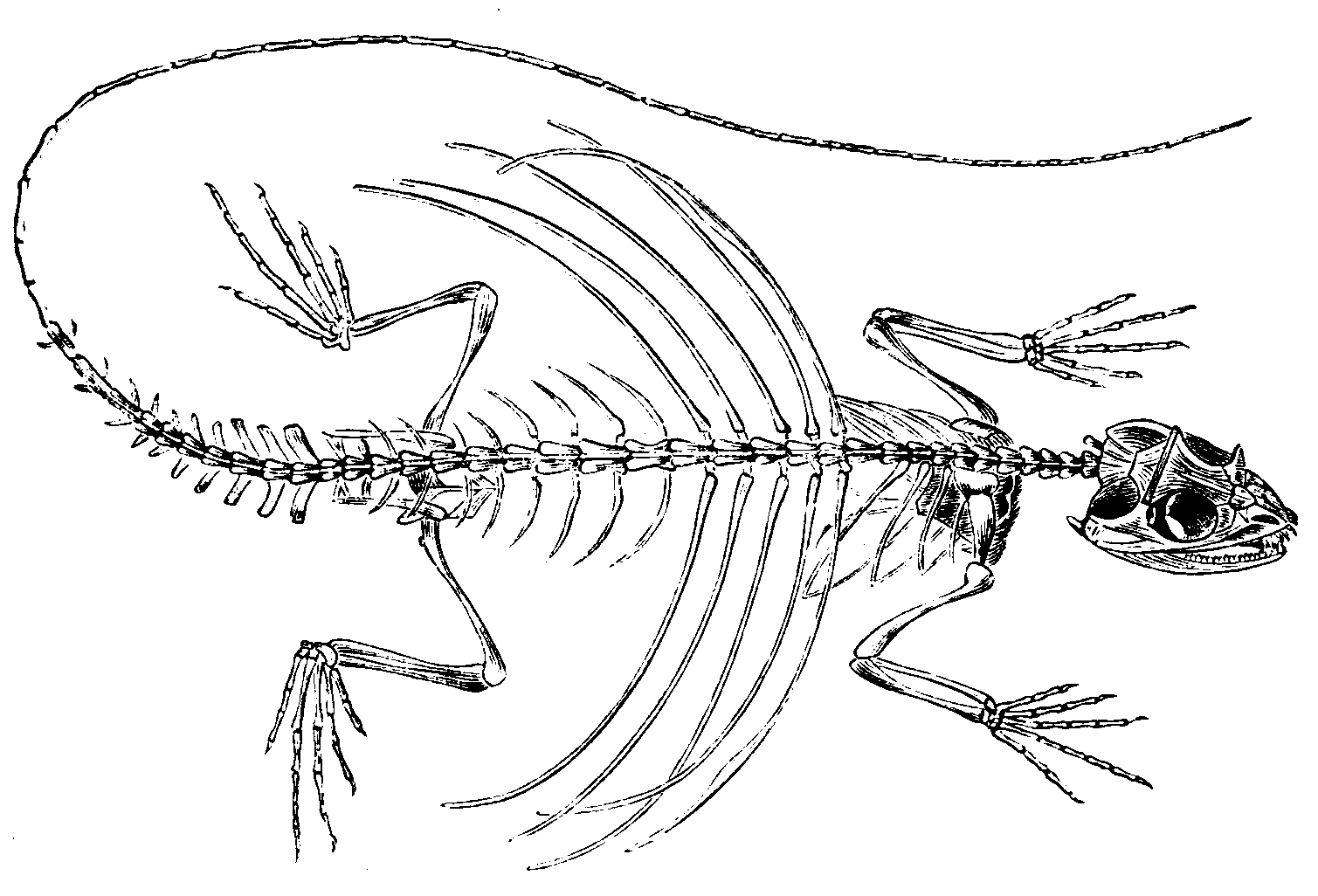
Скелет Draco

Летючі дракони — ящірки, дорослі особини яких досягають в довжину 40 см. Тулуб вузький і приплюснутий, яскраво розфарбований. Хвіст тонкий і довгий.
Характерна особливість представників цього роду — розташовані з боків тіла широкі шкірні складки (мембрани), що підтримуються несправжніми ребрами і здатні розправлятися у вигляді крил. Завдяки їм летючі дракони можуть планувати на відстань понад двадцять метрів. У самців на горлі знаходиться мішкоподібна шкірна складка, що висувається вперед, — при польоті вона служить стабілізатором.
Летючі дракони поширені переважно в Південно-Східної Азії, в тому числі в Індії та на островах Зондського архіпелагу. Живуть в кронах дерев. Дорослі екземпляри досягають в довжину 21 сантиметри, з яких 12 припадає на хвіст. Летючі дракони істотно відрізняються від інших ящірок тим, що у них кілька помилкових випираючих ребер, які з'єднані між собою перетинкою. Саме завдяки їм дракон може літати.
Літаючі дракони абсолютно нешкідливі та незвичайно красиво забарвлені. Голова цієї ящірки бурого або зеленого кольору з металевим відблиском. Задня частина літальної перетинки забарвлена сумішшю темно-бурого і темно-червоного кольорів і теж з металевим відливом. Колір передньої частини перетинки у різних ящірок може бути жовтим, оранжевим, рожевим або червоним. На цьому тлі існує безліч темних рисок, крапок і плям, а край перетинки прикрашений сріблястою облямівкою. Лапки, черевце і хвостик також строкато оздоблені. Самця дуже легко відрізнити від самки, у нього яскраво-помаранчевий горловий мішок, у самок він, як правило, синій або блакитний.
У густому листі тропічних лісів таке маскувальне забарвлення робить літаючих драконів справжніми невидимками. Практично все життя ці ящірки проводять на деревах і по своїй волі ніколи не спускаються на землю. Вони також не спускаються до нижнього ярусу лісу і, як правило, тримаються ближче до крон дерев. Тут, на великій висоті, дракон сидить здебільшого абсолютно нерухомо і якщо здобич (метелик, жук або інша літаюча комаха) пролітає недалеко, то дракон, моментально розпускаючи свої «крила», робить великий стрибок і в польоті доганяє жертву, після чого приземляється на гілку нижче. За іншими даними, харчується головним чином мурахами.
Самки летючих драконів відкладають яйця в тріщини кори. Через кілька тижнів з них вилуплюються маленькі дракончики, які з самого народження вже вміють літати[джерело не вказане 4826 днів].

## Спосіб життя
Мешкає у лісистій місцевості. Здатні стрибати під кутом 20—30 °C до горизонту. Пролітає до 30 м. Здатні під час польоту змінювати напрямок. Ховаються серед гілок дерева. Швидко бігають по стовбурах. Харчуються комахами та безхребетними.
Це яйцекладні ящірки. Самиця відкладає у ямку біля дерева 2—6 яєць.

## Розповсюдження
Мешкає від південної Індії до південного Китаю, зустрічається в Індокитаї, на Філіппінах до Малих Зондських островів.

## Види
- Draco affinis
- Draco biaro
- Draco bimaculatus
- Draco blanfordii
- Draco caerulhians
- Draco cornutus
- Draco cristatellus
- Draco cyanopterus
- Draco dussumieri
- Draco fimbriatus
- Draco guentheri
- Draco haematopogon
- Draco indochinensis
- Draco jareckii
- Draco lineatus
- Draco maculatus
- Draco maximus
- Draco melanopogon
- Draco mindanensis
- Draco norvillii
- Draco obscurus
- Draco ornatus
- Draco palawanensis
- Draco quadrasi
- Draco quinquefasciatus
- Draco reticulatus
- Draco rizali
- Draco spilopterus
- Draco sumatranus
- Draco taeniopterus
- Draco volans